# 塞浦路斯警察博物馆
塞浦路斯警察博物馆（英語：Cyprus Police Museum）是一座位于塞浦路斯首都尼科西亚的博物館。

## 历史
创建于1933年英属塞浦路斯时期，主要展示该国的执法历史，由塞浦路斯警察所有。

## 开放时间
博物馆每周一到周五从早上9点到下午1点开门营业，免费入场。